# Viento en Contra
Viento en Contra es un grupo de rock guatemalteco formado en 1993. 

## Biografía
Viento en contra comenzó cerca de 1993 cuando Francisco Cabrera y Javier Ortiz se reunían en la casa de Édgar Pereira para ensayar algunos temas conocidos de la época. Al transcurrir el tiempo, el bajista, Antonio Colom, se unió a ellos y dieron su primera presentación en un bar de la ciudad de Guatemala en 1996.
En los años siguientes, el cuarteto se presentó en ciudades de México y Estados Unidos, siendo también teloneros para artistas como Juanes,  Sin Bandera, Maná, Nek, Elefante, Chayanne, Benny Ibarra, entre otros, incluyendo el concierto de Ricardo Arjona en el hipódromo del sur, en diciembre de 1998, ante más de 90 mil personas.
En 2001, Édgar sufrió un grave ataque de asma, que le causó la muerte en ese mismo año. El grupo se retiró después del suceso. Después, la banda decidió continuar, con varias giras de conciertos por toda Guatemala.
En 2005 grabaron su cuarto álbum de estudio en la Ciudad de México, titulado Mala Fama, el cual se compone de doce nuevas canciones.
ahora estrenan disco titulado Casino, el cual ya lo promueven a nivel nacional e internacional con su primer sencillo "Tiembla el suelo".

## Integrantes
- Francisco Cabrera (Pancho)— (guitarra/voz)
- Alejandro Calderón (Ale) — (batería)
- Antonio Colom (Tono) — (bajo)

## Discografía
- Esto va algo así (1997)
- 13 (2001)
- Vestido rojo (2003)
- Mala fama (2006)
- Casino (2009)
- Viento en Contra, Grandes Éxitos (2011)
- Sexta Puerta (2014)
- Fuego y Turbina (2019)
- Tigo 25 Años Track by Track (2021)
- 8 (2023)